# Бато-Лавуар
Бато́-Лавуа́р (фр. Bateau-Lavoir), «корабль-прачечная», «плавучая прачечная» — знаменитое парижское общежитие на Монмартре, в котором в начале XX века проживали многие знаменитые художники, включая Пикассо и Модильяни.

## История и особенности здания
В 1890-х годах Тьонвиль начал сдавать здание бывшей фабрики пианино на тогдашней площади Равиньян (ныне площадь Эмиля-Гудо, place Emile Goudeau) бедным художникам для мастерских. Здание располагалось на крутом склоне холма Монмартр и со стороны улицы Гаро (rue Garreau) было пятиэтажным, в то время как со стороны входа казалось одноэтажным. Ветхий барак представлял собой небольшие комнатушки и мастерские художников со скрипящими полами, расположенные вдоль узких коридоров. Электричества и газа не было, на все пять этажей был только один водопроводный кран, а комнаты отапливались при помощи печей-буржуек. «Более того, на тридцать-сорок жильцов имелся всего один туалет, двери которого не закрывались из-за отсутствия щеколды и постоянно хлопали от сквозняков».
Своё название Бато-Лавуар получило за внешнюю схожесть со старыми баржами, на которых прачки стирали бельё. Кроме того, в возникновении этого названия сыграло свою роль и развешенное прямо на окнах (больше было негде) постиранное бельё.

## Первые постояльцы
Первым из художников в Бато-Лавуаре поселился уроженец Нанта Максим Мофра (в 1892 году). В 1900 году он принимал здесь вернувшегося из своего первого путешествия на Таити Поля Гогена. Между 1900 и 1904 годами в здании обосновались две группы художников: итальянцы (самый известный из них — Арденго Соффичи) и испанцы (во главе их группы стоял Пако Дуррио).

## Пикассо в Бато-Лавуаре
Весной 1904 года «плавучая прачечная» стала первым парижским пристанищем молодого Пабло Пикассо, который прожил тут со своей собакой Фрикой до 1909 года. Осенью 1905 года к Пикассо переселилась его возлюбленная Фернанда Оливье. В своей небольшой комнате он при свете керосиновой лампы (а когда не было денег на керосин — при свечах) писал свои картины, в том числе «Авиньонских девиц», с которых начался кубизм. По вечерам Пикассо кутил по всему Монмартру вместе со своими друзьями, возвращаясь в Бато-Лавуар лишь под утро и извещая жителей соседних домов о своём возвращении выстрелами из револьвера. В 1908 году Пикассо организовал в своей студии банкет в честь Анри Руссо, а осенью следующего года вместе с Фернандой перебрался в гораздо более комфортабельную квартиру на бульваре Клиши.

## Другие постояльцы и гости
Помимо Пикассо в Бато-Лавуар проживали многие художники, поэты и прочие представители парижской богемы: Макс Жакоб и Андре Сальмон (один из них в 1904 году окрестил здание «плавучей прачечной»), Пьер Реверди, Амедео Модильяни, Пабло Гаргальо, а также Хуан Грис, которому жизнь в Бато-Лавуаре стоила здоровья. Румын Константин Брынкуши и голландец Кеес ван Донген также обитали в Бато-Лавуаре. Кроме того, в общежитии постоянно бывали Гийом Апполинер, Жорж Брак, Анри Матисс, Жан Кокто, Гертруда Стайн и многие другие. Молодые художники были настолько бедны, что у них часто не было денег, чтобы купить угля для отопления комнаты и еды. Поэтому у ворот кабаре «Проворный кролик» для них часто выставляли котёл с супом.

## Дальнейшая судьба здания
После 1914 года многие обитатели Бато-Лавуара переехали в другие районы Парижа, в частности в квартал Монпарнас, который перенял у Монмартра роль богемного квартала после Первой мировой войны. В 1965 году здание было признано памятником, но в 1970 году сгорело дотла, сохранился лишь фасад на площади Эмиля-Гудо. Через несколько лет Бато-Лавуар был заново отстроен (из бетона).